# Березовский, Константин Алексеевич
Березовский Константин Алексеевич (19 марта 1929, Уфа, Башкирская АССР, РСФСР — 24 июня 2016, Пермь, Российская Федерация) — советский и российский кинорежиссёр.

## Биография
Окончил театральное училище и работал артистом в Уфе, Саратове и Свердловске. В Свердловске в 1958 году начал работать в качестве режиссёра на телевидении. В августе 1964 года его приняли на должность режиссёра в редакцию кинопрограмм на Пермское телевидение.
В 1966 году фильм «Три с половиной дня из жизни Ивана Семенова — второклассника и второгодника» созданный творческой группой под руководством Константина Березовского, стал первым полнометражным художественным фильмом Пермского телевидения. После победы на всероссийском конкурсе телевизионных фильмов его показали в 17 странах. После победы во внеконкурсной программе в Монте-Карло фильм купили 20 зарубежных киностудий..
Занимался подготовкой молодых актёров и режиссёров, вёл курсы актёрского мастерства в Пермской гимназии № 2 и участвовал в подготовке кинорежиссёров при киностудии «Новый курс», принимал участие в жюри фестивалей детских самодеятельных фильмов.

## Фильмография
Константин Березовский — режиссёр многих документальных лент Пермского телевидения, проработал в ТПО «Пермьтелефильм» 30 лет. Среди его работ: «Жизнь расставит нам свои отметки», «Король Урала», «Хочу быть балериной», «Дом, в котором живут сказки», «Верещагинский родник», «Ошиб — медвежье поле», «Художник Багаутдинов», «Широков» и многие другие киноленты.
Самой известной его работой является фильм «Три с половиной дня из жизни Ивана Семёнова — второклассника и второгодника» снятый по мотивам книги Льва Давыдычева — «Многотрудная, полная невзгод и опасностей жизнь Ивана Семёнова, второклассника и второгодника».
Также Константин Березовский должен был снимать картину: «Капризка — вождь ничевоков» по мотивам повести Владимира Воробьёва, однако ленту завершить не удалось.
В 2013 году в Перми началась подготовка к съёмкам ремейка фильма про Ивана Семёнова, в который планируется пригласить всех актёров из старой киноленты. Константин Березовский снял фильм о кастинге детей на роли в этой картине. Фильм вместе с другими короткометражками вышел под общим названием «Пермь: признание в любви».

## Награды
Константин Березовский является дипломантом и лауреатом многих творческих конкурсов и фестивалей. Его фильм «Три с половиной дня из жизни Ивана Семёнова — второклассника и второгодника» стал лауреатом первого Всесоюзного фестиваля телевизионных фильмов в Киеве, получил первое место во внеконкурсном показе на кинофестивале в Монте-Карло.